# 青山和弘
青山 和弘（あおやま かずひろ、1968年5月6日 - ）は、日本の政治ジャーナリスト。
元日本テレビ放送網報道局政治部次長兼解説委員。政治部記者・元ニュースキャスター。2021年8月31日に同社を退職し、同年9月1日からフリーの政治ジャーナリストとなる。東洋大学非常勤講師。青山学院大学客員研究員

## プロフィール
千葉県流山市出身。血液型A型。早稲田高校、東京大学文学部 社会心理学科卒業。
1992年4月に日本テレビ放送網へ入社し、10月から報道局社会部で警視庁を担当する。1994年5月から報道局政治部で首相官邸を担当して羽田孜首相と村山富市首相の番記者を務め、自社さ連立政権の村山内閣誕生に立ち会う。1995年5月にコロンビア大学大学院東アジア研究所客員研究員となる。1996年6月から連立与党を担当し、民主党設立や自民党山崎拓政調会長を取材する。1998年7月から首相官邸を担当し、自民党野中広務内閣官房長官の番記者を務める。
1999年12月に編成局編成部へ異動し、2001年9月から報道局キャスター室兼政治部担当として『ズームイン!!SUPER』などで報道キャスターを務める。
報道局政治部で野党キャップ、自民党キャップを経て『NEWS ZERO』で報道デスクを務める。
2007年12月から政治部で国会官邸キャプテンとして、自民党から民主党へ政権交代や東日本大震災の政府対応などを取材する。2011年7月に外報部へ異動し、8月からNNNワシントン支局長としてオバマ政権、アメリカ大統領選挙などを取材する。2011年10月22日に日本テレビアナウンサー松尾英里子と入籍して再婚した。2014年1月から日本テレビ解説委員として『news every.』火曜日にレギュラー出演する。2016年から国会官邸キャプテンとして、伊勢志摩サミットや森友・加計問題などを取材し、森友問題で鴻池祥肇参議院議員の記者会見を設定した。
2018年に「恩讐と迷走の日本政治」を上梓して安倍晋三首相や立憲民主党枝野幸男代表ら与野党に交流を持つ記者として肉声を公開する。
2018年9月に日本テレビホールディングス経営戦略局グループ推進部へ異動する。
2019年6月から「アンパンマンこどもミュージアム」などで非常勤取締役を務める。
2021年8月31日に退職し、9月1日から政治ジャーナリストとして株式会社ベルキッスコーポレーションに所属する。9月1日配信『ABEMA Prime』 に出演した。2024年4月から東洋大学国際学部非常勤講師、青山学院大学客員研究員、それぞれを務める。2024年10月総選挙で名古屋テレビ選挙特番に出演する。

## 人物
幼少期から髪型を変えていない。

## 出演番組
※特記がない番組は政治関連のニュースの際に国会等から中継にて出演
- NNNニュースSUPER[2]（ズームイン!!SUPER内・2001年10月 - 2004年3月）
- ズームイン!!SUPER（2011年2月2日 宮島香澄解説員代行）
- スッキリ!!
- news zero
- NNN Newsリアルタイム
- news every.（火曜日第2部・第3部コメンテーター、2014年1月 - 2015年12月）[6]
- ZIP!
- 情報ライブ ミヤネ屋
- ABEMA Prime（2021年9月1日、AbemaNews）[3]
- ABEMA的ニュースショー（2021年10月放送分から不定期で月2 - 3回出演、 AbemaNews）[3]）
- 教えて！ニュースライブ正義のミカタ
- そこまで言って委員会NP
- 福岡NEWSファイルCUBE
- 辛坊治郎　ズームそこまで言うか
- 上泉雄一のえぇなあ
- どですか
- ネタバレMTG
- ワイドナショー

## 著書
- 『安倍さんとホンネで話した700時間 ―安倍晋三のことがわからなすぎて―』 PHP研究所、2015年。 ISBN 978-4-569-82646-2
- 『恩讐と迷走の日本政治』文藝春秋、2018年。ISBN 978-4-16-390833-5